# American Made Music to Strip By
«American Made Music to Strip By» — сборник ремиксов на композиции с первого сольного альбома Роба Зомби «Hellbilly Deluxe».

## Оформление
Обложка выполнена в кислотных цветах. На титульной стороне изображена обнажённая подружка Роба Зомби — Шери Мун (Sheri Moon Zombie), с которой он встречался в то время, а впоследствии - женился на ней.

## Список композиций
| №                   | Название                                                                         | Ремикширование            | Длительность |
| ------------------- | -------------------------------------------------------------------------------- | ------------------------- | ------------ |
| 1.                  | «Dragula» (Si Non Oscillas, Noli Tintinnare Mix)                                 | Чарли Клоузер             | 4:37         |
| 2.                  | «Superbeast» (Porno Holocaust Mix)                                               | Praga Khan и Оливер Адамс | 3:58         |
| 3.                  | «How to Make a Monster» (Kitty’s Purrrrformance Mix)                             | God Lives Underwater      | 4:02         |
| 4.                  | «Living Dead Girl» (Subliminal Seduction Mix)                                    | Чарли Клоузер             | 4:09         |
| 5.                  | «Spookshow Baby» (Black Leather Cat Suit Mix)                                    | Rammstein                 | 4:35         |
| 6.                  | «Demonoid Phenomenon» (Sin Lives Mix)                                            | Poly 915                  | 4:36         |
| 7.                  | «The Ballad of Resurrection Joe and Rosa Whore» (Ilsa She-Wolf of Hollywood Mix) | Филлип Стейр              | 5:38         |
| 8.                  | «What Lurks on Channel X?» (XXX Mix)                                             | Spacetruckers             | 4:07         |
| 9.                  | «Meet the Creeper» (Pink Pussy Mix)                                              | Стив Дуда                 | 4:47         |
| 10.                 | «Return of the Phantom Stranger» (Tuesday Night at the Chop Shop Mix)            | Крис Вренна               | 3:32         |
| 11.                 | «Superbeast» (Girl on a Motorcycle Mix)                                          | Чарли Клоузер             | 3:49         |
| 12.                 | «Meet the Creeper» (Brute Man & Wonder Girl Mix)                                 | DJ Lethal                 | 3:45         |
| Общая длительность: | Общая длительность:                                                              | Общая длительность:       | 51:39        |

## Участники
- Rob Zombie:
  - Роб Зомби — вокал, автор текстов, продюсер, арт-директор
  - Майк Риггс — гитара
  - Blasko — бас-гитара
  - Джон Темпеста — ударные
- Скотт Хамфри — продюсер
- Фрэнк Грайнер — участвовал в записи 6 и 9 треков